# Aleksander Podolak
Aleksander Podolak (ur. 1 lutego 1954 w Rzeszowie) – polski aktor.
W latach 1974–1976 Studiował w krakowskiej PWST. W 1980 ukończył Studio Teatralne przy Teatrze Wybrzeże w Gdańsku.
Współpracował z teatrami: w Rzeszowie (Teatr im. W. Siemaszkowej), Koszalinie (Bałtycki Teatr Dramatyczny), Szczecinie (Teatr Polski), Poznaniu (Teatr Polski), Gorzowie Wielkopolskim (Teatr im. Juliusza Osterwy). Zagrał w serialach Dom, Kryptonim Turyści, Fala zbrodni, Egzamin z życia, Warto kochać, Biuro kryminalne, Pierwsza miłość, Skorumpowani oraz w filmach: Był taki czas, Bezmiar sprawiedliwości, Skorumpowani.
Prowadził swój autorski program w szczecińskim oddziale TVP pt. Equus Caballus, gdzie również zrealizował swój 12 odcinkowy serial Przygoda w Siodle.
Od 1990 roku przebywa na stałe w Stanach Zjednoczonych gdzie współpracuje również jako aktor m.in. z Teatrem Polskim w Nowym Jorku, Polskim Instytutem Teatralnym w Nowym Jorku, Polsko-Amerykańskim Towarzystwem Etnologicznym w Atlantic City i Instytutem Kultury Polskiej w Nowym Jorku. Wystąpił w USA w kilku niezależnych produkcjach filmowych.

## Filmografia
- 1977: Był taki czas
- 1982: Dom (odc. 9 i 10)
- 1986: Kryptonim „Turyści” − wywiadowca w Poznaniu (odc. 1)
- 1997−2012: Klan − Andrzej Przybysz
- 2007, 2013: Pierwsza miłość − 2 role bezdomny z wrocławskiego dworca PKS, prezes
- 2004: Fala zbrodni − Lubawski (odc. 27)
- 2005−2006: Warto kochać − Roman
- 2006: Egzamin z życia − adwokat (odc. 43)
- 2006: Bezmiar sprawiedliwości − kapitan Rzecki (odc. 1-3)
- 2006: Bezmiar sprawiedliwości − kapitan Rzecki
- 2007: Biuro kryminalne − Mirosław Czajewski (odc. 32)
- 2008: Skorumpowani − technik
- 2008: Skorumpowani (serial) − technik
- 2008−2009: Przeznaczenie − komisarz, szef Anny
- 2011: Wygrany
- 2011: Plebania − szef asystenta (odc. 1664)
- 2011: He War − legionista
- 2015: Ostatni klaps
- 2016: Pitbull. Nowe porządki − właściciel sklepu, szwagier „Babci"
- 2017: Policjantki i policjanci − ojciec podkomisarz Karoliny Rachwał
- 2019: W rytmie serca jako gangster (odc. 44)